# Maria Stella Matutina
Pour les articles homonymes, voir Stella Matutina.
La communauté Maria Stella Matutina est une association publique de fidèles de vie contemplative non-cloitrée, fondée en 2014 à la suite de la scission au sein des sœurs contemplatives de Saint-Jean.

## Histoire
Au moment où des déviances sectaires (puis par la suite des abus sexuels) sont révélées chez les sœurs contemplatives de la communauté Saint-Jean, le cardinal Philippe Barbarin nomme en juin 2009 une nouvelle prieure générale en remplacement d'Alix Parmentier. En novembre 2009, la communauté est placée par le Saint-Siège sous la tutelle d'un commissaire apostolique, Jean Bonfils. Une scission se fait jour entre les sœurs qui acceptent cette nomination, et une majorité qui la refuse, menée par des religieuses influentes au sein de la communauté, notamment Marthe (Louise) Hubac,,.
Ces sœurs dissidentes tentent de créer une nouvelle communauté dans le diocèse de Saltillo, au Mexique, où elles sont accueillies par l'évêque José Raúl Vera López, mais le Saint-Siège ne donne pas son autorisation. Une association de fidèles en vue d'un institut religieux est fondée le 29 juin 2012 dans le diocèse de Cordoue, sous le nom d'« institut Saint-Jean et Saint-Dominique ». Cette association est dissoute le 10 janvier 2013 par le cardinal Tarcisio Bertone à la demande de Benoît XVI.
En 2014, le Saint-Siège permet la fondation d'une nouvelle communauté, au monastère de Trinidad de Bergara dans le diocèse de Saint-Sébastien en Espagne, dirigé à l'époque par l'évêque José Ignacio Munilla (es),,, à la condition que les quatre responsables des sœurs contemplatives de Saint-Jean quittent la communauté (Alix Parmentier, Marthe (Louise) Hubac, Isabelle Hubac et Agnès Godemel),. Néanmoins, il s'avère qu'elles continuent leur vie religieuse au sein de la nouvelle communauté,. Alix Parmentier est enterrée « en grande pompe » par le primat d'Espagne, Braulio Rodriguez Plaza, archevêque de Tolède et « en habit de religieuse, ce que le Vatican avait pourtant interdit ».
C'est au sujet de cette communauté dissoute que le pape François parle le 5 février 2019 d'« esclavage des femmes de la part de clercs et du fondateur ». Ces propos sont tempérés le lendemain par le directeur de la Salle de presse du Saint-Siège qui évoque une « manipulation, une forme d’abus de pouvoir qui se traduit aussi par un abus sexuel ».
Les sœurs sont proches des frères de Verbum Spei, également dissidents de la communauté Saint-Jean, qui viennent régulièrement prêcher dans les couvents de Maria Stella Matutina. Tout comme eux, elles entendent rester fidèles à l'héritage de Marie-Dominique Philippe, fondateur de la communauté dont elles sont issues, malgré la révélation de ses abus sexuels.

## Implantations
En 2023, la communauté a des couvents dans une quinzaine de pays :
- Allemagne
  - Dans le diocèse de Münster, à Senden[14].
  - Depuis 2015 elles avaient une implantation à Telgte[15] qu'elles ont quittée en 2020 faute de place[16].
- Espagne
  - La Rambla (Cordoue)[17]
- Italie
  - Sienne[18]
  - Rivarolo Canavese (diocèse d'Ivrée)[19] et Fontanellato (diocèse de Parme)[20],[21]
  - Montiglio Monferrato (diocèse de Casale Monferrato)[22] où la communauté a le projet d'ouvrir un noviciat[23].
- Uruguay
  - Montevideo[24],[25]
- Australie
  - Brisbane[26], où l'une des sœurs produit de l'art sacré[27].
- États-Unis
  - Depuis leur couvent près de Waco au Texas, des sœurs visitent des femmes dans le couloir de la mort de la prison de Gatesville[28],[29].
  - Ghent (Minnesota)[30],[31]
  - Monona (Wisconsin)[32]

Même si le site de la communauté ne mentionne pas d'implantation en France, les sœurs de Maria Stella Matutina sont également installées à Cenves (Rhône), dans des bâtiments achetés à la communauté Saint-Jean, ce que Marthe Hubac appelle humoristiquement « un couvent clandestin ». Demetrio Fernández González (en), évêque de Cordoue en Espagne, mentionne dans le bulletin du diocèse sa visite à Cenves chez les sœurs le 24 août 2022.